# Ein Schwarzwaldkrimi
Ein Schwarzwaldkrimi ist der Titel einer deutschen Kriminalfilm-Reihe mit Jessica Schwarz und Max von Thun in den Hauptrollen. Die Reihe wird seit 2019 in unregelmäßigen Abständen vom ZDF ausgestrahlt.

## Handlung
Kommissarin Maris Bächle ermittelt an der Seite von Konrad Diener Kriminalfälle im Schwarzwald, die stets mythische Züge tragen und letztendlich doch nur weltliche Ursachen haben und deren Lösung in der Vergangenheit zu suchen ist. Beide Kommissare leiten die Mordkommission in Freudenstadt. Bächle stammt aus dem Schwarzwald und arbeitet dabei lieber allein, was in ihrer Vergangenheit begründet liegt. Sie wurde als Kind in einer Höhle gefunden und in Anspielung auf Kaspar Hauser wird sie oft „die Hauser“ genannt. Diener ist berufsbedingt mit seiner Familie von Hamburg in die Kleinstadt gezogen, was ihm und seiner Familie einige Anpassungsschwierigkeiten beschert.

## Episodenliste
| Nr. | Originaltitel                   | Erstausstrahlung | Regie                 | Drehbuch   | Zuschauer             |
| --- | ------------------------------- | ---------------- | --------------------- | ---------- | --------------------- |
| 1   | Und tot bist Du! (1)            | 8. Apr. 2019     | Marcus O. Rosenmüller | Anna Tebbe | 6,08 Mio. (19,7 % MA) |
| 2   | Und tot bist Du! (2)            | 10. Apr. 2019    | Marcus O. Rosenmüller | Anna Tebbe | 5,59 Mio. (19,1 % MA) |
| 3   | Waldgericht – Die schwarze Frau | 4. Jan. 2021     | Marcus O. Rosenmüller | Anna Tebbe | 7,49 Mio. (22,0 % MA) |
| 4   | Waldgericht – Die Verwandlung   | 5. Jan. 2021     | Marcus O. Rosenmüller | Anna Tebbe | 6,87 Mio. (20,3 % MA) |
| 5   | Schneekind – Niemand            | 2. Jan. 2024     | Marcus O. Rosenmüller | Anna Tebbe | 4,55 Mio. (16,2 % MA) |
| 6   | Schneekind – Eisheilige         | 3. Jan. 2024     | Marcus O. Rosenmüller | Anna Tebbe | 4,51 Mio. (16,8 % MA) |

## Kritiken
Oliver Armknecht von film-rezensionen.de meinte, die Filmreihe setzt „auf mehrere Komponenten, die seither immer wieder aufgegriffen werden. Da wäre der Konflikt zwischen den beiden Hauptfiguren, die eher widerwillig zusammenarbeiten müssen. Da ist der titelgebende Wald, der immer ganz groß in Szene gesetzt wird. Und auch der Verweis auf irgendwelche alten Sagen und Legenden war bereits hier zu finden.“ Des Weiteren gibt es stets einen „Rückblick auf die Vergangenheit, […][was] wichtig ist für die Auflösung.“
„Es war nur eine Frage der Zeit: Nach dem Grimmepreis-ausgezeichneten Spreewald- und dem phasenweise etwas seichten Taunuskrimi (nach den Romanen von Nele Neuhaus) legt das ZDF jetzt einen weiteren Waldkrimi vor und setzt auf bewährte Mittel: Fichten und Tannen im Nebel, historische Rückblenden und eine verschachtelte Handlung, die immer rechtzeitig neue Rätsel aufgibt.“
„Die Rollen im Ermittlerteam sind klar und klassisch verteilt. Sie ist für die Ortskenntnis zuständig, er für den Blick von außen, aber auch, Diener sagt das einmal überdeutlich: ‚Du fürs Gefühl, ich für die Fakten.‘ Sie arbeitet intuitiv, er nach Protokoll. Schon am ersten Tatort liest Bächle Spuren im Wald und verweist auf regionale Mythen.“
„Drehbuchautorin Anna Tebbe (Danowski – Blutapfel) [ist] den Zeichen der Zeit [ge]folgt und [hat] zusätzlich zu der Mörderjagd noch persönliche Geschichten drumherum erzählt.“